# Ушаковское (Архангельская область)
Ушаковское — село в Шенкурском районе Архангельской области. Входит в состав муниципального образования «Ровдинское».

## География
Деревня расположена в южной части Архангельской области, в таёжной зоне, в пределах северной части Русской равнины, в 75 километрах на юго-запад от города Шенкурска, на левом берегу реки Суланда, притока Пуи. Ближайшие населённые пункты: на юго-западе деревня Камешник.
Часовой пояс
Ушаковское, как и вся Архангельская область, находится в часовой зоне МСК (московское время). Смещение применяемого времени относительно UTC составляет +3:00.

## Население
| 2002 | 2010 | 2012 |
| ---- | ---- | ---- |
| 5    | ↗6   | ↘2   |

## История
Верхнесуландский приход был образован в конце 17-го века, до этого близрасположенные деревни входили в Суландский приход. Первый храм был построен в 1684 году в честь Прокопия Устюжского и просуществовал до 1842 года.
Деревня указана в «Списке населённых мест по сведениям 1859 года» в составе Шенкурского уезда(1-го стана) Архангельской губернии под номером «2068» как «Ветретинское (Ушакова, Верхне-Суланский погостъ)». Насчитывала 4 двора, 14 жителей мужского пола и 15 женского.
Храмовый комплекс Верхнесуландского прихода Объект культурного наследия № 2900704000  состоял из двух храмов:
Церковь Прокопия Устюжского Объект культурного наследия № 2900704001 - деревянная церковь, построеная в 1844 году взамен утраченой.
Церковь Сретения Господня Объект культурного наследия № 2900704002 - деревянная церковь 1792 года постройки.
В 1884 году в церковной трапезе организована церковно-приходская школа, в которой в том же году учится 20 мальчиков и 4 девочки.
В «Списке населенных мест Архангельской губернии к 1905 году» деревня Ушаковская(Погостъ) насчитывает 5 дворов, 15 мужчин и 17 женщин.  В административном отношении деревня входила в состав Верхосуландского сельского общества Верхосуландской волости, также указано, что в деревне находится волостное правление.
1 марта 1918 года из Верхосуландской волости выделяется Михайловская волость и Михайловское сельское общество, центром которых становится село Ушаковское.
На 1 мая 1922 года в поселении 14 дворов, 25 мужчин и 37 женщин.